# Napoleonaea lutea
Napoleonaea lutea é uma espécie de lenhosa da família Lecythidaceae.
Apenas pode ser encontrada na Nigéria.
Está ameaçada por perda de habitat.